# Charango

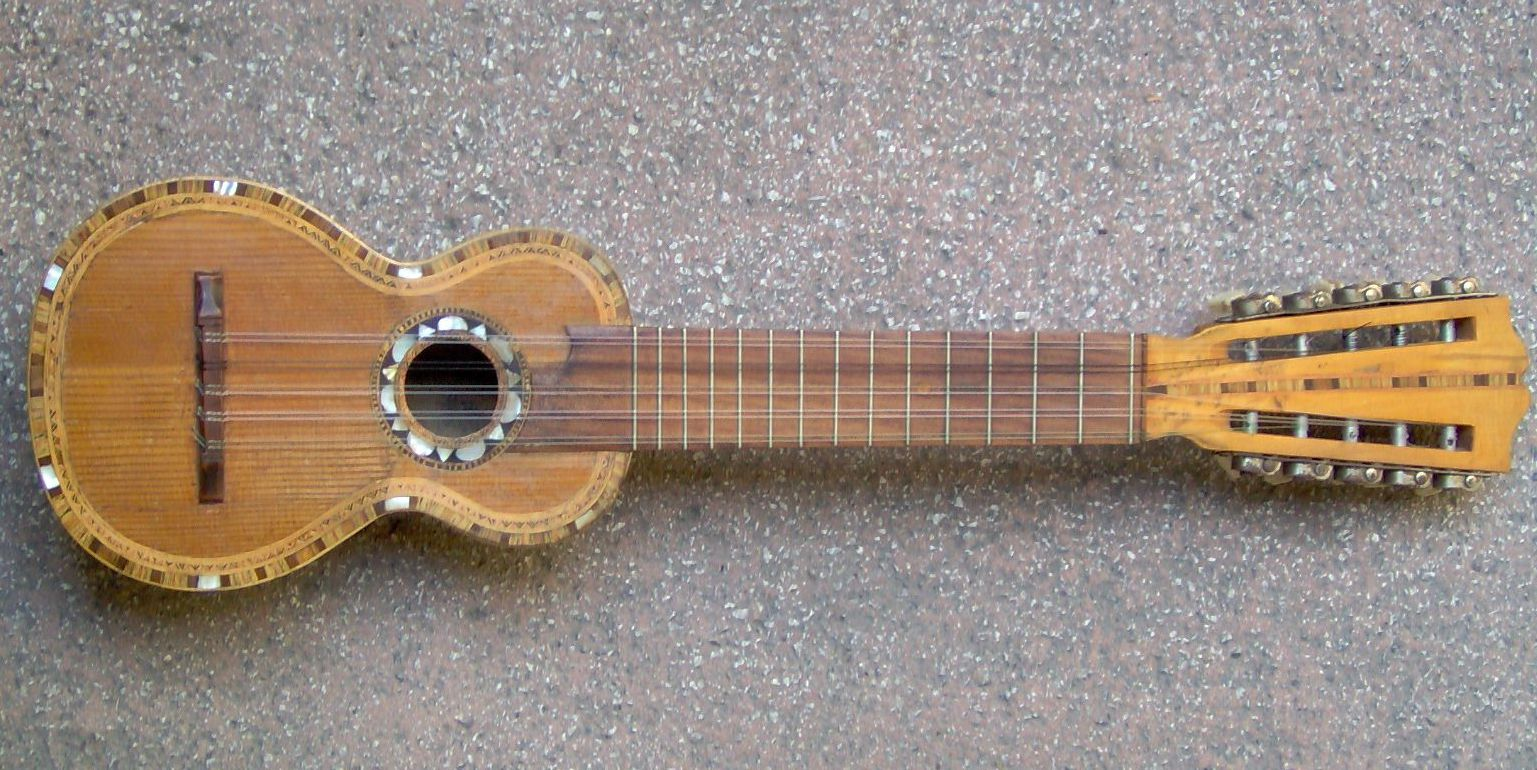
Charango aus Bolivien

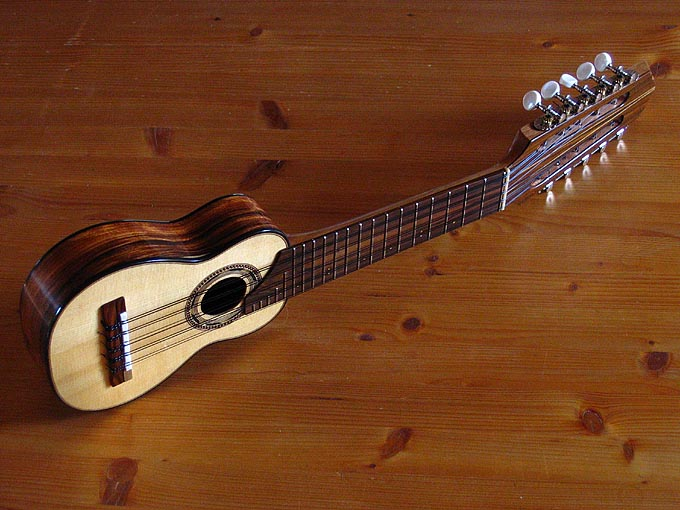
Charango aus Peru

Der Charango ist ein kleines Zupfinstrument aus dem Altiplano der südamerikanischen Andenregion, bei dem als Resonanzkörper ursprünglich der getrocknete Panzer eines Gürteltieres verwendet wurde. Heutzutage wird der Resonanzkörper überwiegend aus Holz hergestellt. Nach der Bauform gehört das Charango meist wie die Gitarre zu den Kastenhalslauten, selten zu den Schalenhalslauten, deren Korpus aus einem ausgehöhlten Holzblock besteht. Die üblichen Instrumente sind mit einer Korpuslänge von etwa 23 cm und einer Mensur von 35 cm kleiner als eine Ukulele. Größere Instrumente, auch mit tieferer Stimmung, sind in Musikgruppen oft anzutreffen.

## Herkunft
Die Wurzeln des Charangos vermutet man in der bolivianischen Silberstadt Potosí im 16. Jahrhundert, als Menschen aus aller Welt in dieser Stadt zusammenkamen und Instrumente wie Gitarren, Vihuelas und Drehleiern mitbrachten. Sie sind also nicht ursprünglich aus Südamerika, wo man in vorspanischer Zeit sehr wahrscheinlich keine Saiteninstrumente kannte. Zahlreiche Abbildungen in lokalen Kirchen deuten darauf hin. Der Name kommt von den beiden Wörtern charanga (etwa „Musik mit Blechinstrumenten“) und charanguero („roh, grob, ungehobelt“), vielleicht unter Einkreuzung des Wortes Chajhuancu, das in Quechua, der ursprünglichen Sprache des Altiplanos, so viel wie „lärmend“ oder „aufrührerisch“ bedeutet. Im Jahr 2006 deklarierte Bolivien das Instrument als „das musikalische Erbe Boliviens“. Am 4. September 2007 erklärte das Instituto Nacional de Cultura von Peru den Charango zum „kulturellen Erbe von Peru“.
Die Stimmung des Charangos, seine zehn Saiten (fünf Doppelsaiten) und die Position der tiefsten Saite (oktaviert) in der Mitte (drittes Saitenpaar) macht (ähnlich fungierend wie bei der Jarana Jarocha) seine Abstammung von der Barockgitarre deutlich. Virtuose Anschlagtechniken der Barockgitarre, die in der europäischen Volksmusik als Akkord  bzw. Begleitinstrument verwendet wurde, haben sich im Spiel des Charangos ebenfalls erhalten.
Ursprünglich wurde nur in abgelegenen Regionen des Altiplano ein Gürteltierpanzer als Resonanzkörper benutzt, während man in den Städten Resonanzkörper aus Holz nahm. Heute bevorzugen viele professionelle Charangospieler wegen der besseren Statik Instrumente mit aus Lorbeer- oder Eschenholz gefertigtem Holzkorpus, wenngleich der Klang der Gürteltier-Instrumente unverwechselbar, klar und authentisch ist. Gürteltiere werden gerne verzehrt. Instrumente aus deren Panzer werden teilweise noch an Touristen verkauft, obwohl einige Gürteltier-Arten gefährdet sind.

## Bauform

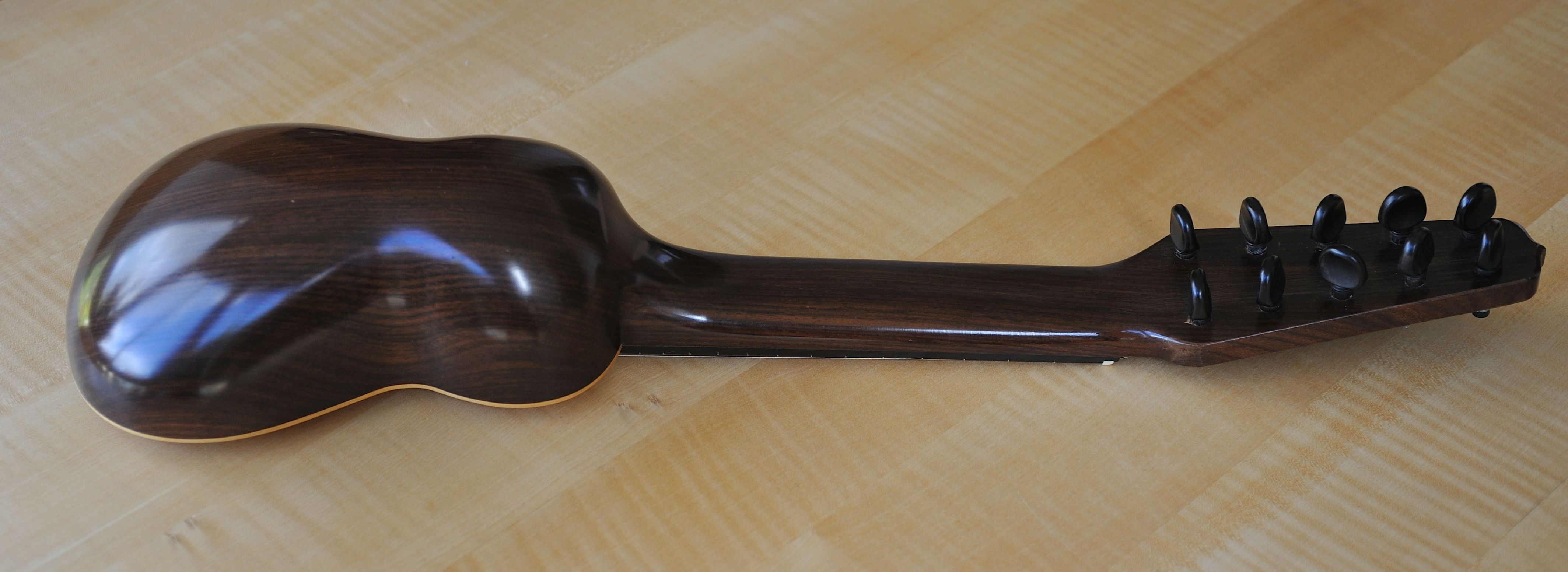
Charango mit einem aus Palisanderholz ausgehöhlten Korpus

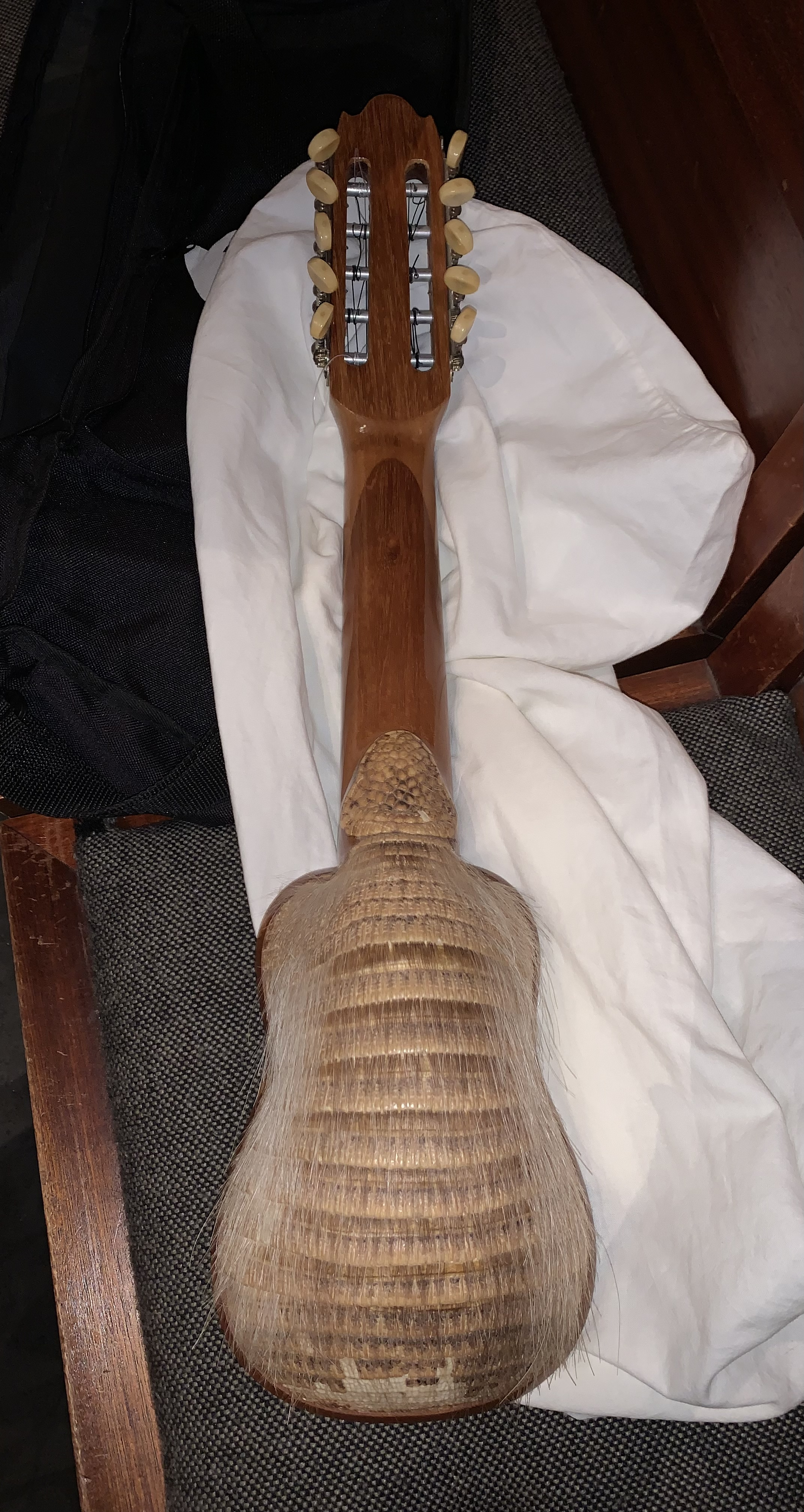
Charango mit einem Korpus aus Gürteltierpanzer

Grundsätzlich kann man bei der Bauweise zwischen Charangos aus Gürteltier (Quechua khirkinchu, quirquincho), einem ausgehöhlten Holzblock und einer der Gitarre analogen Bauweise unterscheiden. Letzteren Bautypus trifft man häufig in Peru (vor allem Ayacucho, aber auch Cuzco und Arequipa) an, während man in Bolivien häufiger Charangos sieht, die aus einem einzigen Stück Holz geschnitzt und manchmal auf ihrer gewölbten Unterseite mit kunstvoll reliefierten Bildern verziert sind.
Charangos aus Gürteltierpanzer gelten oft als klanglich den Holzinstrumenten unterlegen oder gar minderwertig. Man muss jedoch in Betracht ziehen, dass in den ländlichen Regionen, wo die Gürteltier-Charangos noch häufig gespielt werden, ein anderer Musikstil gepflegt wird, als das, was im Allgemeinen als „andine Musik“ bezeichnet wird. Dort werden die Charangos mit Metallsaiten gespielt und ein direkter Qualitätsvergleich ist deshalb nicht zulässig.
Je nach Bedarf ist das Griffbrett mit 5 bis 17 Bünden (oder noch einigen mehr) versehen.

## Spielweise
Gegriffen wird mit der linken Hand, während die rechte die fünf Doppelsaiten (ursprünglich aus Darm, jetzt aus Nylon, seltener aus Metall, oder auch Nylon- und Metallsaiten gemischt mit unterschiedlichen Stärken) spielt. Die Tonhöhe ist dabei nicht in aufsteigender Reihenfolge, sondern überkreuzt. Die gebräuchlichste Stimmung, das Charango Tipo oder a-moll-7-Stimmung, ist e"e"-a'a'-e"e'-c"c"-g'g' (spanisch: MI LA MI DO SOL) von den ersten und dünnsten zu den fünften und dicksten Doppelsaiten. Dadurch ist es für gitarregewohnte Spieler relativ schwer, das Instrument zupfend zu spielen. Die dritten (mittleren) Doppelsaiten sind im Oktavenabstand gestimmt, ein tiefes e (die Saite am nächsten zur zweiten Saite) und ein hohes e (die Saite am nächsten zur vierten Saite). Alle anderen Doppelsaiten werden paarweise unisono (auf dieselbe Höhe) gestimmt.
Sehr verbreitet ist die rhythmische Schlagtechnik, bei der alle Saiten gemeinsam als Akkord gespielt werden. Begleitet wird so die traditionelle andine Musik, wie z. B. Cueca, Takirari oder Huayno. Gehalten wird der Charango dabei relativ hoch mit dem Klangkörper an der rechten Brust, alternativ auch sitzend auf dem rechten Oberschenkel.

## Verbreitung
Durch die Entwicklung eines Folklorestils der gesamten Anden breitete sich in der Neuzeit der Charango weit über den ursprünglichen Verbreitungsraum aus, sodass das Instrument heute nicht nur in Bolivien und Peru, sondern auch in Ecuador, im Nordosten Argentiniens sowie in Chile eine große Rolle in
der Folkloremusik spielt. Durch zahlreiche Straßenmusiker wurde es weltweit bekannt.

## Bekannte Charangobauer
- Mauro Núñez (1902–1973, Sucre, Bolivien)
- Eduardo Torres (Argentinien)[8]

## Bekannte Charangospieler
- Mauro Núñez
- Jaime Torres (1938–2018, Argentinien)
- Gustavo Santaolalla (* 1951, Argentinien)